# Anacroneuria tachira
Anacroneuria tachira är en bäcksländeart som beskrevs av Bill P.Stark och Maria del Carmen Zúñiga 2003. Anacroneuria tachira ingår i släktet Anacroneuria och familjen jättebäcksländor. Inga underarter finns listade i Catalogue of Life.